# سيف سعد
سيف سعد منطقة مرتفعات جبلية وعِرة حدودية جنوب مدينة مندلي، متنازع فيها بين جمهورية العراق شرقاً، وجمهورية إيران شمال غرب، كانت المنطقة ضمن الأراضي الإيرانية، وذُكرَ أنه في يوم 6 آذار/مارس سنة 1975، في الجزائر، وافقت الحكومة الإيرانية بقيادة الشاه على التنازل عنها مع مناطق أخرى لصالح جمهورية العراق مقابل حصول جمهورية إيران على نصف شط العرب الذي كان كله بيد العراق قبل ذلك، وفي يوم 17 أيلول/سبتمبر، شُكلّت لجنة لترسيم الحدود تنفيذاً لاتفاقية الجزائر، وقبيل اندلاع الحرب العراقية الإيرانية، في يوم 6 أيلول سنة 1980م هددت الحكومة العراقيةُ ايران بالاستيلاء على 115 ميلاً من مناطق قصر شيرين إن لم تستجب الحكومة الإيرانية للتخلي عن مناطق حدودية، منها منطقة سيف سعد، وذكرت الحكومة العراقية أن منطقة سيف سعد كانت مما ذُكر في اتفاقية الجزائر أن تكون ضمن الأراضي العراقية، فكان جواب الحكومة الإيرانية إطلاق وابل مدفعية على الجبهة العراقية، وفي 10 أيلول 1980م، أعلنت الحكومة العراقية سيطرتها على منطقة سيف سعد، هجمت قوات عراقية على منطقة سيف سعد لإعادتها إلى جمهورية العراق، ثم أعلن الرئيس صدام حسين إنهاء التزامه باتفاقية الجزائر. واشتهرت منذئذٍ منطقة سيف سعد من بين مناطق قاطع مندلي الذي كان أخطر مناطق الجبهات القتالية بين الدولتين في تلك الحرب، حيث كانت المسافة بينه وبين مدينة بعقوبة 50 كيلومتراً، وبينه وبين بغداد 100 كيلومتر تقريباً. منطقة سيف سعد يسيطر عليها حالياً الجيش الإيراني.